# پولیتسه (ناحیه وستین)
پولیتسه (به چکی: Police) یک منطقهٔ مسکونی در جمهوری چک است که در ناحیه وستین واقع شده‌است. پولیتسه ۱۳٫۲۲ کیلومتر مربع مساحت و ۵۳۶ نفر جمعیت دارد و ۴۱۵ متر بالاتر از سطح دریا واقع شده‌است.